# Ö1
Ö1 (Radio Österreich 1) è un canale radio austriaco, una delle quattro reti radio nazionali gestite dalla rete  televisiva  ORF. Si basa sulla musica classica, jazz, documentari, notizie, radiodrammi, cabaret, quiz e discussioni.
I programmi di Ö1 sono un mix di informazione, cultura, musica, letteratura, educazione, scienza e religione. È trasmesso in tutto il mondo con Radio Ö1 internazionale, per austriaci che vivono all'estero e per un pubblico globale interessato all'Austria.

## Programmi
| Nome                                    | Tematica          | Note                                                                                   |
| --------------------------------------- | ----------------- | -------------------------------------------------------------------------------------- |
| Alte Musik – neu interpretiert          | Musica            | Presentato da Bernhard Trebuch, in diretta dal Kulturcafe di ORF                       |
| Ambiente – von der Kunst des Reisens    | Viaggio           | Specializzato nell'Europa occidentale, presentato da Ursula Burkert                    |
| Apropos Oper                            | Musica            | Magazine del Vienna State Opera                                                        |
| Contra – Kabarett und Kleinkunst        | Cultura           | Informazioni su vari gruppi teatrali                                                   |
| Der Guglhupf                            | Cultura           |                                                                                        |
| Diagonal – Radio für Zeitgenossen       | Cultura e società | Rivista mensile sugli ultimi CD                                                        |
| Dimensionen – die Welt der Wissenschaft | Scienza           | Vari articoli su argomenti scientifici e di storia                                     |
| Du holde Kunst                          | Cultura           | Presentazione degli artisti e del loro lavoro                                          |
| Erfüllte Zeit                           | Religion          | Caratteristiche sulle religioni del mondo                                              |
| Ex libris – das Bücherradio             | Letteratura       | Discussioni e analisi sui libri moderni                                                |
| Ganz Ich - Wohlfühlen mit Ö1            | Società           | Informazioni sul condurre una vita sana e in forma                                     |
| gehört.gewusst. - das Ö1 Quiz           | Quiz show         | Condotto da Doris Glaser                                                               |
| Guten Morgen Österreich                 | Musica classica   |                                                                                        |
| help - das Konsumentenmagazin           | Consumismo        | informazioni, consigli e aiuto sul consumatore                                         |
| Hörbilder                               | Cultura           | Informazioni e geografia dei paesi stranieri                                           |
| Kabarett direkt                         | Cultura           | Storie legate alla stagione che c'è nel momento della messa in onda della trasmissione |
| Ö1 Klassik-Treffpunkt                   | Musica            | Interviste in diretta dal Kulturcafe di ORF                                            |
| Kontext – Sachbücher und Themen         | Informazione      | Magazine su vari argomenti                                                             |
| Kunstradio – Radiokunst                 | Musica            | Documentare le arti                                                                    |
| Leporello                               | Cultura           | Magazine su arte e fenomeni culturali                                                  |